# Eanfrido de Bernicia
Eanfrido (en inglés: Eanfrith) (fallecido en 633 o 634) fue temporalmente rey de Bernicia desde 633 hasta 634. Fue hijo de Etelfrido, un rey de Bernicia que también fue rey de Deira, un reino al sur de Bernicia, y murió en batalla alrededor del año 616 en contra de Raedwald de Anglia Oriental, quien había dado refugio a Edwin, un exiliado príncipe de Deira.

## Biografía
Edwin se convirtió en rey de Northumbria tras la muerte de Etelfrido, y Eanfrido, quien fue, según Beda, el hijo mayor de Etelfrido, y marchó al exilio hacia el norte. En su Historia ecclesiastica gentis Anglorum, Beda cuenta que: "Por todo el tiempo que Edwin reinó, los hijos del ya mencionado Etelfrido, quien había reinado antes de él, con muchos de la nobleza, vivían en destierro entre los escoceses o pictos, y fueron instruidos de acuerdo a la doctrina de los escoceses, y recibieron la gracia del bautismo".
Eanfrido se casó con una princesa picta y tuvo un hijo, Talorcan, quien eventualmente se convirtió en rey de los pictos (653–657). Edwin fue asesinado por el ejército de Cadwallon ap Cadfan, del Reino de Gwynedd, y Penda de Mercia en la Batalla de Hatfield Chase el 12 de octubre de 633, y Eanfrido, tomando la oportunidad de regresar a su patria, se convirtió en Rey de Bernicia. Sin embargo, no reinó sobre Deira, la cual había sido tomada por un pariente de Edwin, Osric. Beda cuenta que tan pronto como Eanfrido tomó el poder, «renunció y perdió» su fe y retornó a la «abominación» de la religión y sus «ídolos anteriores».
Es posible que Eanfrido hubiera estado envuelto en algunos de los eventos que llevaron a la caída de Edwin, o por lo menos estaba inicialmente en buenos términos con Cadwallon. El historiador D. P. Kirby ha especulado con que «una gran red de alianzas» que incluía a Eanfrido pudo haber existido. Si alguna vez hubo una relación amistosa entre Eanfrido y Cadwallon al principio, no duró por mucho tiempo ya que Beda reporta que Eanfrido fue hasta Cadwallon «con solo doce soldados escogidos» en un intento de negociar la paz, pero Cadwallon lo mandó a matar.
El año en que él y Osric reinaron fue subsecuentemente tan mal visto por haberse revertido al paganismo que se le añadió al reino del cristiano Oswaldo de Bernicia (hermano de Eanfrido), en un intento de olvidar ese mal año.